# 小野ゆり子
小野 ゆり子（おの ゆりこ、1989年8月4日 - ）は、日本の女優。東京都出身。血液型A型。nora所属。

## 略歴
小学校高学年で芸能事務所に所属し、中学1年でコカ・コーラ ファンタのCM『3年S組 黒ひげ先生』篇に出演するが、その後所属事務所が閉鎖したため、活動を休止。高校卒業直前に母親の友人であるモデルに誘われ、再び芸能界入りした。
2008年、ナウファッションエージェンシー（現N・F・B）に所属し、モデルとして活動を開始。2009年頃より関連会社に所属し、俳優活動を始める。
2009年、社団法人日本映画テレビプロデューサー協会主催の「アクターズセミナー賞選定オーディション」では60名の受講者の中から「アクターズセミナー賞」受賞者の一人に選ばれた。
2013年、フジテレビ系列連続ドラマ『最高の離婚』でテレビドラマ初出演。2014年、同系列連続ドラマ『天誅〜闇の仕置人〜』でテレビドラマ初主演。

## 人物
2012年3月14日、俳優の大森南朋との結婚を発表。
2019年5月9日に第1子妊娠が報道され、同月14日に第1子を出産した。

### エピソード
- 浜田雅功のことが大好きである。夫の大森が『ごぶごぶ』（2023年11月14日放送）出演時に明かしている。ロケ中に大森は小野に電話をかけて、直接浜田と喋ることができた。
- 家で餃子作りをよくやる。コーヒーはブラックを飲む[8]。

## 出演

### 舞台
- 舞台芸術集団 地下空港結成10周年記念公演『轟の山脈』（2009年、中野MOMO）
- NODA・MAP第16回公演『南へ』（2011年、東京芸術劇場中ホール）
- 多摩美術大学 映像演劇学科 野田秀樹研究室2011年度公演『半神』（2011年、多摩美術大学 上野毛キャンパス映像スタジオ）
- 柿喰う客〈女体シェークスピア002〉『絶頂マクベス』（2012年、吉祥寺シアター 他）
- 多摩美術大学 映像演劇学科 野田秀樹研究室2012年度公演『半神』（2013年、東京芸術劇場シアターウエスト）
- カタルシツ『地下室の手記』（2013年、赤坂RED/THEATER 他）
- ナイロン100℃『パン屋文六の思案〜続・岸田國士一幕劇コレクション〜』（2014年、青山円形劇場）
- アルベール・カミュ戯曲リーディング『戒厳令』（2015年、シアタートラム）
- M&Oplaysプロデュース『家庭内失踪』（2016年、本多劇場 他） - かすみ 役 [9]
- シス・カンパニー公演『令嬢ジュリー』（2017年、Bunkamuraシアターコクーン） - ジュリー役
- イキウメ『天の敵』（2017年、東京芸術劇場シアターイースト 他） - 五味沢恵 役
- M&Oplaysプロデュース『流山ブルーバード』（2017年、本多劇場 他）
- イキウメ『図書館的人生vol.4襲ってくるもの』（2018年、東京芸術劇場シアターイースト 他）
- イキウメ『関数ドミノ』（2022年、東京芸術劇場シアターイースト 他）
- THEATER MILANO-Zaオープニングシリーズ『少女都市からの呼び声』（2023年、THEATER MILANO-Za 他）

### テレビドラマ
- 最高の離婚（2013年1月 - 3月、フジテレビ） - 有村千尋 役
- かすていら プレミアムドラマ（NHK BSプレミアム）（2013年7月 - 8月） - 佳子先生 役
- 昨夜のカレー、明日のパン（2014年10月 - 11月） - 柳田理恵子 役
- だから荒野（2015年1月 - 3月） - 桜田百音 役
- 主婦カツ! 第5話（2018年11月4日） - 横山沙織 役
- 刑事のまなざし（2013年10月 - 12月、TBS） - 安達涼子 役
- 天誅〜闇の仕置人〜（2014年1月 - 3月、フジテレビ） - 主演・サナ 役
- ラスト・ドクター〜監察医アキタの検死報告〜 第2話（2014年7月18日、テレビ東京） - 有美 役
- 東京にオリンピックを呼んだ男（2014年10月11日、フジテレビ） - グレース美弥子 役
- オンナミチ プレミアム よるドラマ（NHK BSプレミアム）（2015年8月4日 - 9月22日 - 松尾由美 役
- 子連れ信兵衛 第3話 BS時代劇（NHK BSプレミアム)（2015年11月27日） - おうの 役
- ヒガンバナ〜警視庁捜査七課〜 第1話（2016年1月13日、日本テレビ） - 春川綾香 役
- 山本周五郎人情時代劇 第12話「めおと蝶」（2016年3月8日、BSジャパン） - 主演・上村信乃 役
- 家売るオンナ 第6話（2016年8月17日、日本テレビ） - 礼央奈 役[10]
- 相棒 season15第1話「守護神」（2016年10月12日、テレビ朝日） - 来栖初恵 役[11]
- 感情8号線 第1、4 - 6話（2017年1月15日・2月5日・12日・19日、フジテレビTWO） - 里奈 役[12][13]
- セシルのもくろみ（2017年7月13日 - 9月7日、フジテレビ） - 小池雅美 役
- ブラックリベンジ 第2話（2017年10月12日、読売テレビ・日本テレビ） - 足立奈津 役[14]
- 奥様は、取り扱い注意 第3話（2017年10月18日、日本テレビ） - 清水理沙 役[15]
- KISSしたい睫毛（2018年3月6日 - 27日、フジテレビ） - 安藤ひより 役
- 彼氏をローンで買いました（2018年3月9日 - 4月2日、dTV×FOD共同制作）
- GIVER 復讐の贈与者 第3話 - 最終話（2018年7月27日 - 9月29日、テレビ東京） - 野上朝美 役
- 小説王（2019年4月22日 - 6月24日、フジテレビ） - 小柳美咲 役
- 大河ドラマ 麒麟がくる（2021年1月3日 - 、NHK） - 築山殿 役
- レッドアイズ 監視捜査班（2021年1月23日 - 3月27日、日本テレビ） - 結城美保 役
- らせんの迷宮-遺伝子捜査-（2021年10月15日、 テレビ東京） - 楠田綾香 役
- 君と世界が終わる日に 特別編（2022年2月25日、日本テレビ） - 香川琴江 役[16][17]
- 警視庁強行犯係・樋口顕 season2 第3話（2022年7月29日、テレビ東京） - 仁和紗子 役
- 王様に捧ぐ薬指 第1話（2023年4月18日、TBSテレビ） - 渡辺 役
- それってパクリじゃないですか? 第5話（2023年5月10日、日本テレビ） - 有田仁美 役
- 育休刑事 第6話（2023年5月23日、NHK総合・NHK BS4K） - 丸山華子 役
- 第18回 ABUアジア子どもドラマシリーズ『つぼみ』（2023年7月28日、NHK）
- となりのナースエイド 第8話 ‐最終話（2024年2月28日 ‐3月13日、日本テレビ） ‐ 玉野早苗 役
- YUMING STORIES 第3話『春よ、来い』（2024年3月18日 - 3月21日、NHK） - 茂木せりな 役
- 西園寺さんは家事をしない 第4話（2024年7月30日、TBS） - 山下 役[18]

### 映画
- 指輪をはめたい（2011年11月19日、ギャガ・キノフィルムズ）
- ハードロマンチッカー（2011年11月26日、東映） - 中村みえ子 役
- 幸福のアリバイ~Picture~（2016年11月18日、東映） - 紗より 役
- 花筐/HANAGATAMI （2017年12月16日、新日本映画社） - 俊彦の母 役
- いつか、いつも‥‥‥いつまでも。（2022年10月14日、バンダイナムコフィルムワークス）

### 短編映画
- 自転車の女（2009年） - 主演
- 結婚学入門（恋愛篇）（2009年）
- 結婚学入門（新婚篇）（2010年）
- アンダーウェア・アフェア（2010年製作、若手映画作家育成プロジェクト） - 朝子（少女時代） 役[19]
- テクニカラー（2010年）
- ぬくぬくの木（2011年）

### CM
- 日本コカ・コーラ ファンタ『3年S組 黒ひげ先生』篇（2004年）
- モスバーガー ナンチョリソ
- ユニバーサルミュージック『アイのうた2』（2008年）
- 学校法人モード学園 HAL『創造開花』篇（2009年）
- リクルート 看護師転職パートナー ナースフル（2012年 - ）
- ちふれ化粧品 美白シリーズW『ダブルの美白』篇（2013年 - ）
- サントリー シングルモルトウイスキー白州（2013年 - ）
- 旭化成 サランラップ（2014年 - ）
- 大塚製薬 エクエルシリーズ『うまくいけ、わたし からだ。』篇（2021年）
- ヤマイチ・ユニハイムエステート『UNIHEIM』（2023年）

### 配信ドラマ
- しってはいけない怖い話 真夜中のメール篇（2010年、BeeTV）
- ヒヤマケンタロウの妊娠（2022年4月21日配信、Netflix）[20]
- 情事と事情（2024年12月5日 - 、Lemino） - 山代友香 役

### 雑誌
- melon（祥伝社）
- CANDy（白泉社）
- 百日草